# Dancalia Centrale
Il distretto della Dancalia Centrale è  un distretto dell'Eritrea nella regione del Mar Rosso Meridionale. La sua principale città è Edd.